# Gorštak (1986.)
Gorštak (eng. Highlander), američko–britanski fantastični akcijsko-pustolovni film iz 1986. godine, redatelja Russella Mulcahya s Christopherom Lambertom i Seanom Conneryjem u glavnim ulogama. Radnja filma prati tajanstvene besmrtne ratnike koji se sukobljavaju kroz stoljeća s krajnjim ciljem da na kraju ostane samo jedan koji će preuzeti svu akumuliranu moć ostalih besmrtnika, koje je moguće ubiti isključivo odsjecanjem glave.
Film je zabilježio neuspjeh na kino blagajnama, zaradivši oko 6 milijuna USD manje od budžeta uloženog u snimanje i produkciju filma. Usprkos tome, film je stekao status kultnog filma te je u slijedećim godinama i desetljećima izrodio nekoliko filmskih nastavaka i televizijskih serija, stripove, videoigre i crtane filmove, a posljednjih godina se radi i na snimanju novog filma koji bi iznova pokrenuo franšizu. Slogan iz filma "Može biti samo jedan" (There can be only one) postao je s vremenom pop kulturna referenca, a popularnosti filma pridonio je i soundtrack u izvedbi glazbene grupe Queen.
Nastavak filma, Gorštak 2, poznat i kao Gorštak: Ubrzanje iz 1991. godine kojeg potpisuje isti redatelj, a u glavnim ulogama su opet Lambert i Connery.

## Radnja filma
Godine 1985. preprodavatelj antikviteta Russell Nash (Christopher Lambert) sukobljava se u borbi mačevima u podzemnoj garaži Madison Square Gardena s enigmatskim Imanom Fasilom (Peter Diamond). Nash pobjeđuje i otkida Fasilu glavu mačem, nakon čega pokušava pobjeći iz garaže, alki ga policija spriječava u tome. Budući da je prije bijega sakrio svoj mač, policija ga ne može optužiti za zločin, ali postaje osumnjičenik.
U bljeskovima sjećanja otkriva se da je Russell Nash zapravo škotski ratnik Connor MacLeod iz klana MacLeod koji je živio u 16. stoljeeću na sjeveru Škotske. Za vrijeme bitke između MacLeoda i suparničkog klana Frazer, Connora je napao visoki ratnik poznat kao Kurgan te ga je probio mačem i nanio mu smrtonosnu ozljedu. Unatoč teškoj rani, Connor je uspio preživjeti na zaprepaštenje članova njegova klana koji su posumnjali da je đavao ušao u njega te su ga zauvijek protjerali iz klana. Prognani Connor naselio se u trošnom dvorcu u kojem je živio s novom djevojkom Heather (Beatie Edney). Nisu imali djece, jer besmrtnici ne mogu začeti dijete. Jednog dana Connora je posjetio tajnoviti Juan Sanchez-Villalobos Ramirez (Sean Connery) koji se Connoru predstavio kao besmrtnik star preko 2500 godina te je objasnio Connoru da je i on sam pripadnik tajnovite grupe besmrtnika kojima se preko Ubrzavanja, kojim osjećaju blizinu svojih besmrtnih protivnika, približava konačno Okupljanje po završetku kojeg će ostati samo jedan na životu. Jedino što može ubiti besmrtnika je odsjecanje glave oštricom, a ako netko poput Kurgana ostane zadnji, svijet će pasti u strahovladu, zbog čega Ramirez trenira Connora u borbi mačem kako bi se mogao suprotstaviti moćnom i okrutnom Kurganu. Po završetku treninga Kurgan napada i ubija Ramireza u starom dvorcu te siluje Heather, što ona ne otkriva Connoru.
Stoljećima kasnije, Connor se nalazi u Europi tijekom Drugog svjetskog rata gdje spašava židovsku djevojčicu Rachel Ellenstein (Sheila Gish) od nacista i odgaja je kao svoju kćer. Desetljećima kasnije, ona je srednjovječna žena koja radi kao njegova tajnica, a on je i dalje isti kao kada ga je upoznala i kao što je bio na dan izgona iz klana prije gotvo 500 godina.
Mlada policijska forenzičarka i stručnjakinja za metale Brenda J. Wyatt (Roxanne Hart) zainteresirala se za slučaj ubojstva u podzemnoj garaži što je dovodi do Russella Nasha. U trenutku kada ga je pratila, Connora napada Kurgan sa svojim velikim mačem, ali sukob se prekida dolaskom helikopterske patrole njujorkške policije. Brenda poziva Connora kod sebe na večeru, ali je on razotkriva i odlazi. Prisjeća se svojih godina sa prvom suprugom Heather koja je s vremenom ostarila i umrla.
Tijekom Okupljanja u New Yorku, Kurgan ubija Connorovog besmrtnog prijatelja Kastigara (Hugh Quarshie) i sve mu je bliže. Connor i Kurgan se susreću u crkvi, ali izbjegavaju sukob zbog drevnog pravila među besmrtnicima po kojem je strogo zabranjeno sukobiti se na svetom tlu. U međuvremenu, Brenda je istražujući Russela/Connora otkrila da je pravi Russell Nash umro još kao novorođenče, a daljnjom istragom otkrila je da istu kuću u kojoj danas živi Connor jedno te isti vlasnik preprodao više puta u zadnjih 200 godina te ju je svakog puta ostavljao djeci koja su preminula uskoro nakon rođenja. Kada se Brenda suoči s Connorom, on joj otkriva svoju prošlost i svoje pravo porijeklo.
Kurgan primjećuje stvaranje veze između Connora i Brenda te je otima kako bi namamio Connora u stupicu. U konačnoj borbi, Connora ubija Kurgana, odsjeca mu glavu i preuzima svu njegovu moć i snagu, ali i snagu svih njegovih žrtava besmrtnika, kao jedini preostali besmrtnik, nakon čega izgovara rečenicu Može biti samo jedan!

## Uloge
- Christopher Lambert kao Connor MacLeod ili Gorštak – besmrtni škotski ratnik i mačevalac iz 16. stoljeća, rođen 1518. godine u selu Glenfinnan na obalama Loch Shiela kao član klana MacLeod. Stoljećima kasnije živi u New Yorku pod pseudonimom Russell Nash i bavi se preprodajom antikviteta.

- Roxanne Hart kao Brenda J. Wyatt – policijska forenzičarka i metalurška stručnjakinja koja pomaže policiji istražiti slučajeve obezglavljivanja u New Yorku.

- Sean Connery kao Juan Sanchez-Villalobos Ramirez – egipatski besmrtni ratnik star preko dva tisućljeća koji je živio mnogo stoljeća u Japanu, a potom u Španjolskoj. Nakon što je doznao za opasnost koja prijeti neiskusnom Mac Leodu, otputovao je na Škotsko visočje i postao njegov mentor.

- Clancy Brown kao Kurgan – Connorov smrtni neprijatelj, višestoljetni besmrtnik iz ruske stepe, zloglasan zbog svoje okrutnosti i divljaštva. Krajem 20. stoljeća nalazi se, pod pseudonimom Victor Kruger, u New Yorku gdje pokušava tijekom Okupljanja ubiti preostale besmrtnike i osvojiti Nagradu.

- Beatie Edney kao Heather MacLeod – Connorova prva supruga koju je upoznao u izgnastvu. Živjeli su sretno zajedno u starom dvorcu sve do njene smrti u poodmakloj dobi.

- Alan North kao Frank Moran – stariji policijski poručnik u njujorkškoj policiji koji vodi slučaj obezglavljivanja u podzemnoj garaži.

- Jon Polito kao Walter Bedsoe – policijski detektiv koji radi zajedno s poručnikom Moranom na slučaju ubojstava s obezglavljivanjem.

- Sheila Gish kao Rachel Ellenstein – Connorova srednjovječna tajnica i posvojena kći koju je spasio od nacista za vrijeme Drugog svjetskog rata. Jedna je od rijetkih ljudi koji znaju njegov stvarni identitet.

- James Cosmo kao Angus MacLeod – vođa klan MacLeod i Connorov rođak. Kada članovi klana pokušaju ubiti Connora prijeteći mu spaljivanjhem na lomači, jer je neočekivano preŽivio smrtonosno ranjavanje u bitci, Angus ga spašava tako što smrtnu kaznu promijeni u trajni izgon.

- Billy Hartman kao Dugal MacLeod – Connorov rođak joji se okreće protiv njega kada Connor čudesno preživi smrtonosno ranjavanje u bitci.

- Celia Imrie kao Kate MacLeod – Connorova ljubavnica u 1536. godini koja potiče članove klana na njegovo ubojstvo nakon što preživi fatalno ranjavanje, tvrdeći da ga je zaposjednuo đavao.

- Hugh Quarshie kao Sunda Kastagir – Connorov besmrtni prijatelj koji dolazi u New York na Okupljanje te gubi život odsjecanjem glave od strane Kurgana.

## Glazba
Skladatelj orekestralne izvedbe bio je Michael Kamen, a većinu pjesama za film izvela je britanska glazbena grupa Queen. Među njihovim pjesmama za taj film ističu se Who Wants to Live Forever i A Kind of Magic.

## Filmske lokacije
Dvorac klana MacLeod je dvorac Eilean Donan u zapadnom Škotskom visočju. Connorovo utočište sa suprugom Heather nalazi se na području Glencoe Waterfall u Glen Coe u Škotskoj. Omanji dvorac je izgrađen kao set za potrebe snimanja filma. Mjesto na kojem je Connor MacLeod susreo svog prijatelja Kastigira, također besmrtnika, nalazi se u Central Parku u New York Cityju. Lokacija Connorovog dućana antikviteta nalazi se na adresi Greene Street 71, između Ulice Broome i Ulice Spring na Manhattanu, New York. Borba između Kurgana i Kastigara, koja se u filmu odvija u New York Cityju, zapravo je snimljena u Londonu u Ujedinjenom Kraljevstvu na području poznatom kao Shad Thames London SE1, dok je završna scena MacLeodovog i Brendinog posjeta Škotskom visočju zapravo snimljena u sjevernom Walesu.

## Zarada
Film je pobacio na kino blagajnama, jer je na budžet od 19 milijuna USD zaradio svega 12,8 milijuna USD.

## Kritike
Film ima 69% odobravanja od strane kritike i 79% od strane gledatelja na stranici Rotten Tomatoes, a kritički konsenzus je da većina mrzi film zato što je sladunjav, bombastičan i apsurdan, ali da ga mnogi vole iz istih razloga. R.L. Shaffer iz IGN-a tvrdi da je prvi dio serijala ujedno i jedini vrijedan gledanja. S druge strane, kritičar Walter Goodman iz The New York Times-a tvrdi da je jedina svjetla točka filma nastup Seana Conneryja, ali i da se on u jednom trunutku pogubio, dok Paul Attanasio iz The Washington Post-a ide najdalje u kritici pa tvrdi da je scenariji loše izveden i strukturiran te smiješan na negativan način. Stranica Metacritic daje film općenito nepovoljnu ocjenu, dok ga publika ocjenjuje općenito povoljnom ocjenom.

## Vanjske poveznice
- Gorštak – imdb.com (engl.)
- Gorštak (1986.) – themoviedb.org (engl.)
- Gorštak – rottentomatoes.com (engl.)
- Gorštak – metacritic.com (engl.)
- Gorštak – filmaffinity.com (engl.)
- Gorštak – boxofficemojo.com (engl.)
- Gorštak – reelstreets.com (engl.)
- Gorštak (1986.) – moj-film.hr